# ニューサウスウェールズ州
ニューサウスウェールズ州（ニューサウスウェールズしゅう、英: New South Wales）は、オーストラリア連邦東南部に位置する州で、同国最初の英国入植地である。州都は最大都市のシドニー。

## 概要
オーストラリアで最も人口が多く、最も工業化された州である。NSWと略称する。面積80万平方km、人口807万人（2021年国勢調査）。

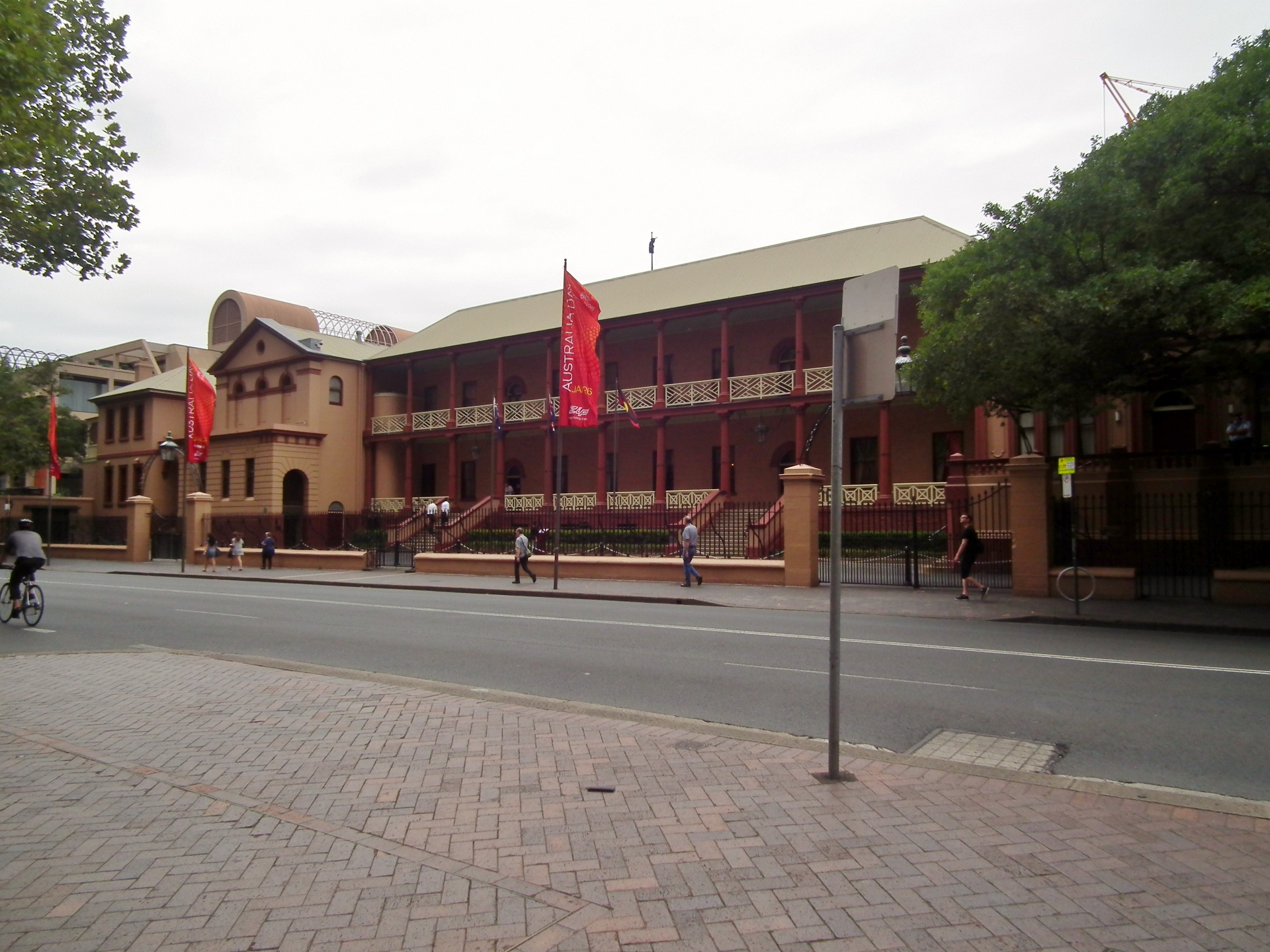
ニューサウスウェールズ州議事堂

## 歴史
- 1770年 - ジェームズ・クックが初めて上陸し、ニューサウスウェールズと命名して英国領有を宣言した。
- 1788年 - 最初の植民団がボタニー湾に到着、アーサー・フィリップを初代総督とする流刑植民地が創設された。
- 19世紀 - 自由移民が増えてきたため、1840年に流刑中止が決定された。
- 1851年 - バサーストの近くで金鉱が発見されてゴールドラッシュとなり、移民が世界各地から殺到した。
- 1855年 - ニューサウスウェールズ植民地政府が樹立された。
- 1901年 - オーストラリア連邦成立にともない州となった。
- 2000年 - シドニーオリンピック・パラリンピック開幕
- 2021年 - 6月以降、シドニーでは新型コロナウイルス感染症拡大に伴いロックダウンを実施したが、感染拡大が止まらないため8月16日から7日間はロックダウンを州全域に拡大させて実施[3]。一方、8月21日にはロックダウンに反対するデモが発生した[4]。

## 地理

### 位置
北はクイーンズランド州、西は南オーストラリア州、南はビクトリア州と接し、東はタスマン海に面する。面積は日本の約2.1倍である。
同州の標準時 (オーストラリア東部標準時: (A)EST) はUTC+10時間（日本標準時+1時間）である。夏時間 ((A)EDT = UTC+11時間) の開始は10月の第一日曜日早朝、終了は翌年4月の第一日曜日早朝である。ただし、西部のブロークンヒルと周辺ではこれらの時間よりも30分遅れた標準時 (ACST)・夏時間 (ACDT)が用いられる。タスマン海のロード・ハウ島ではUTC+10:30（冬）/UTC+11（夏）が用いられる。

### 気候
内陸部は乾燥気候で農業は放牧などに限定される。東部の沿岸地方は比較的降水があるが、夏季には高温、乾燥状態となることがあり、山火事が発生する。2013年の例では、200棟以上の住宅が巻き込まれ焼失した。
2017年2月には、熱波により各地で40度を超す温度となり、最高気温の記録を更新する場所も見られた。

### 行政区画

#### 地域区分

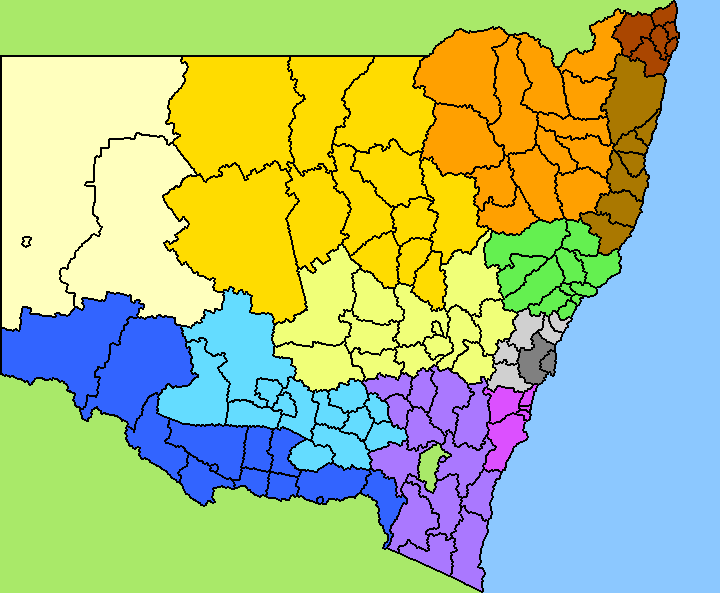
ニューサウスウェールズ州の地域

※ニューサウスウェールズ州は次の13の地域（Region）に区分される。
- セントラルウエスト地域（中西部地域）：Central West（CW）- 黄緑色
- ファーウエスト地域（極西部地域）：Far West（FW）- 薄黄色
  - 極西非法人地方
- ハンター地域：Hunter（HT）- 緑色
- イラワラ地域：Illawarra（IL）- ピンク色
- リバリーナ地域：Riverina - 水色
- マレー地域：Murray（MR）- 青色
- ミッド・ノース・コースト地域（北中海岸地域）：Mid-North Coast（NC）- 茶色
  - ロード・ハウ島
- ノーザン地域（北部地域）：Northern（NR）- オレンジ色
- ノースウエスタン地域（北西部地域）：North Western（NW）- 黄色
- リッチモンド・ツウィード地域：Richmond-Tweed（RT）- 濃茶色
- サウスイースタン地域（南東部地域）：South Eastern（SE）- 紫色
  - シティ・オブ・クイーンビアン

※地域に囲まれる形でオーストラリア首都特別地域が位置する。

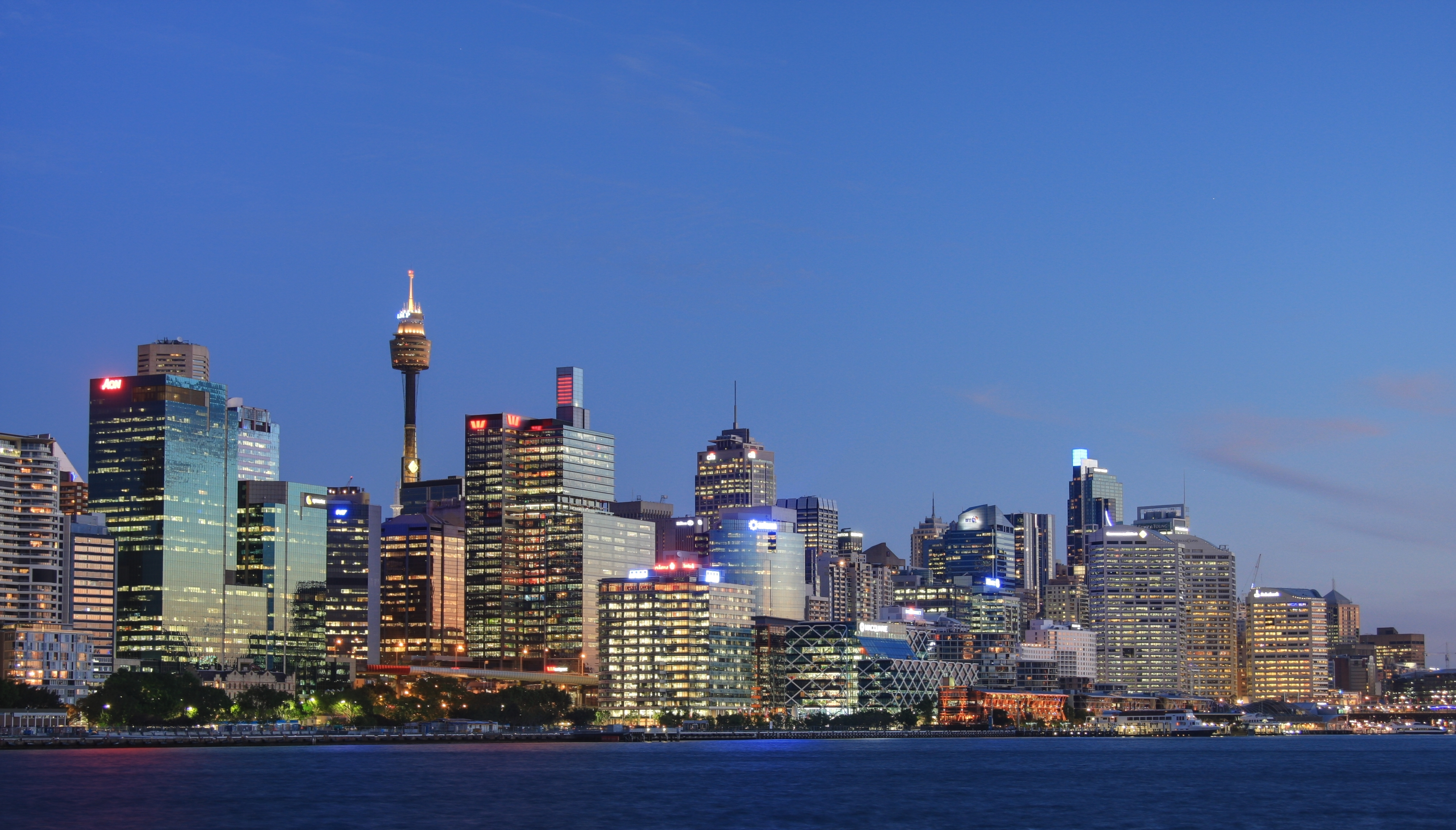
グレーター・メトロポリタン・シドニー（シドニー都市圏）-灰色
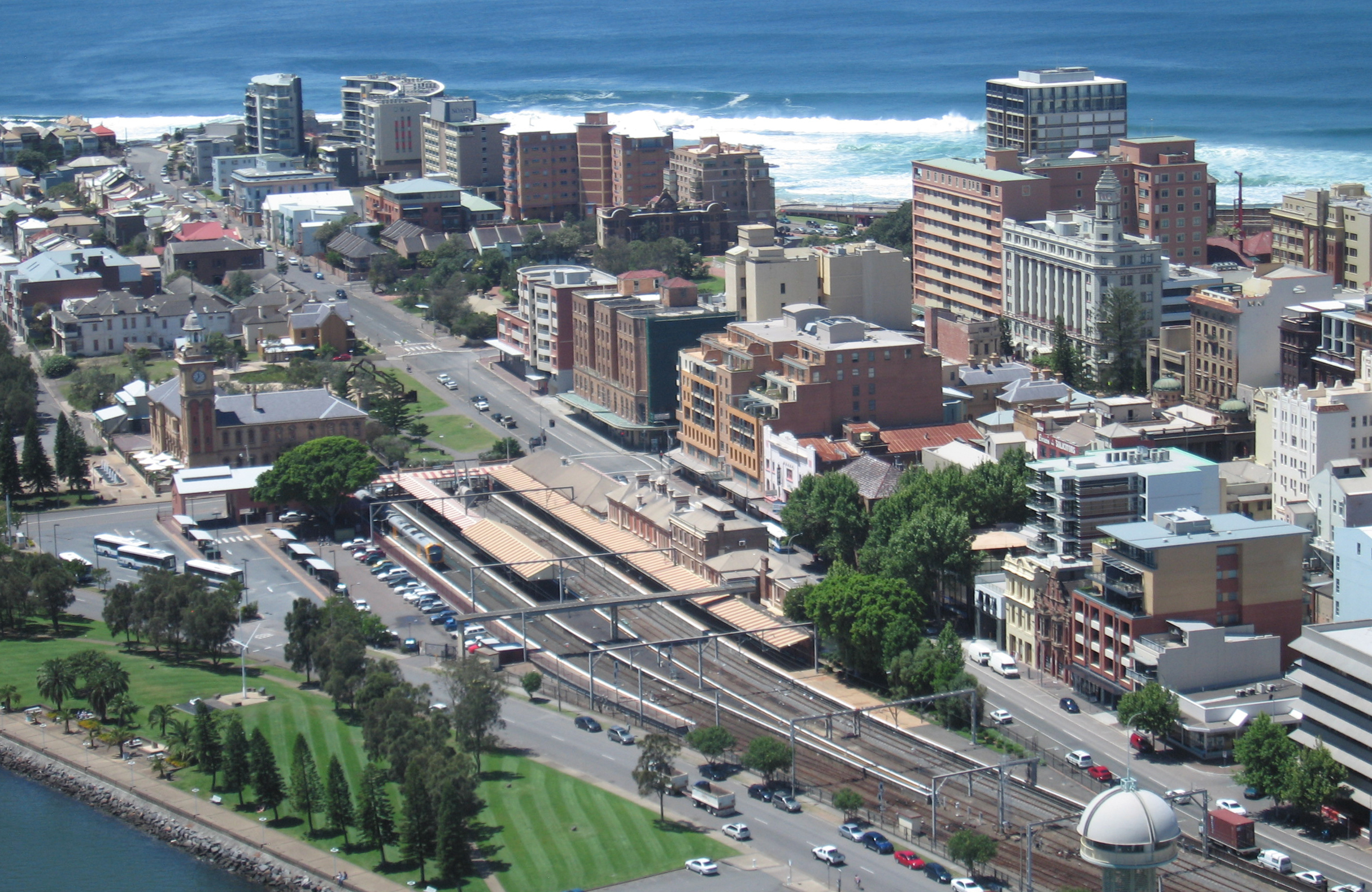
2.ニューカッスル
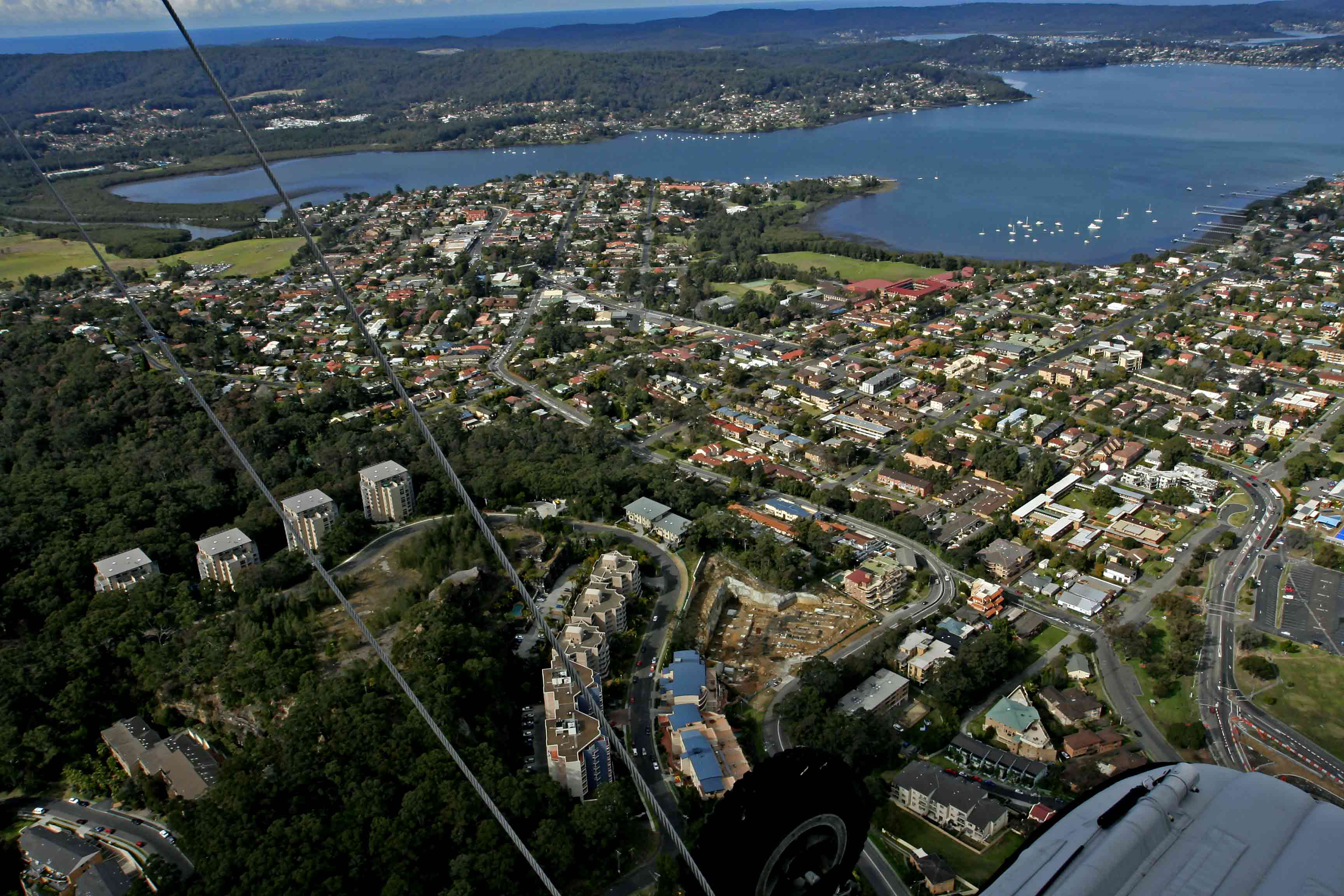
3.セントラルコースト
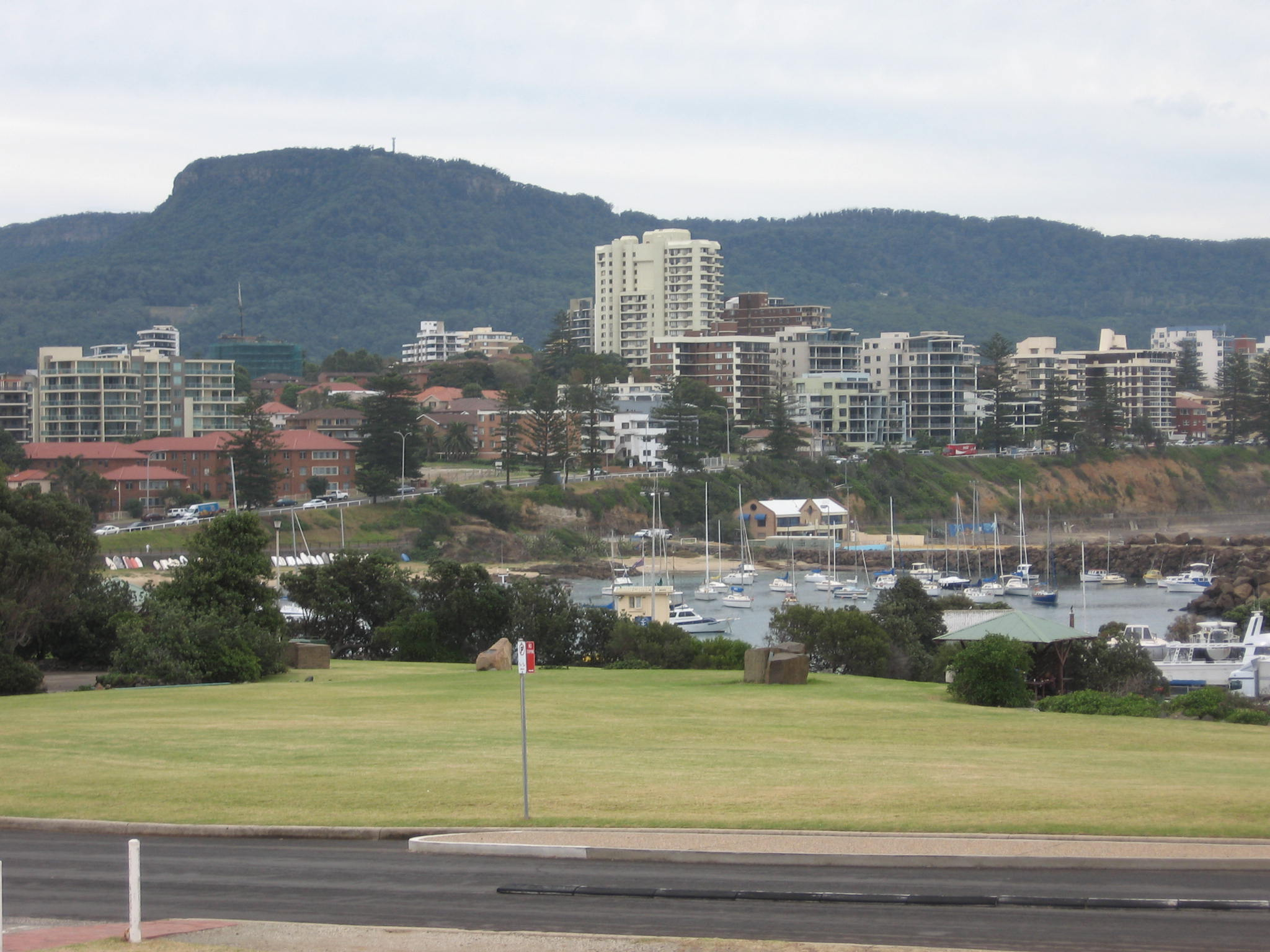
4.ウロンゴン
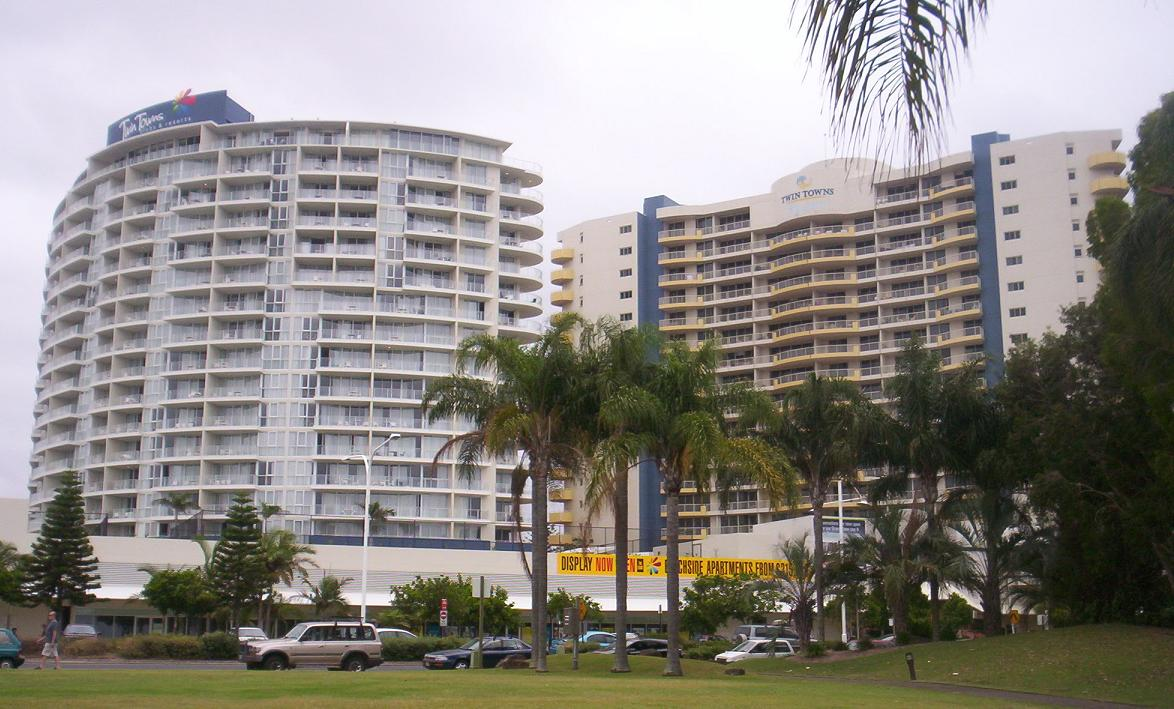
5.ツイードヘッズ
  - シドニーインナー（シドニー都心）：Sydney Inner（SI）
  - シドニーアウター（シドニー市域）：Sydney Outer（SO）
- シドニー・サラウンズ（シドニー近郊）：Sydney Surrounds（SS）- 薄灰色

### 人口

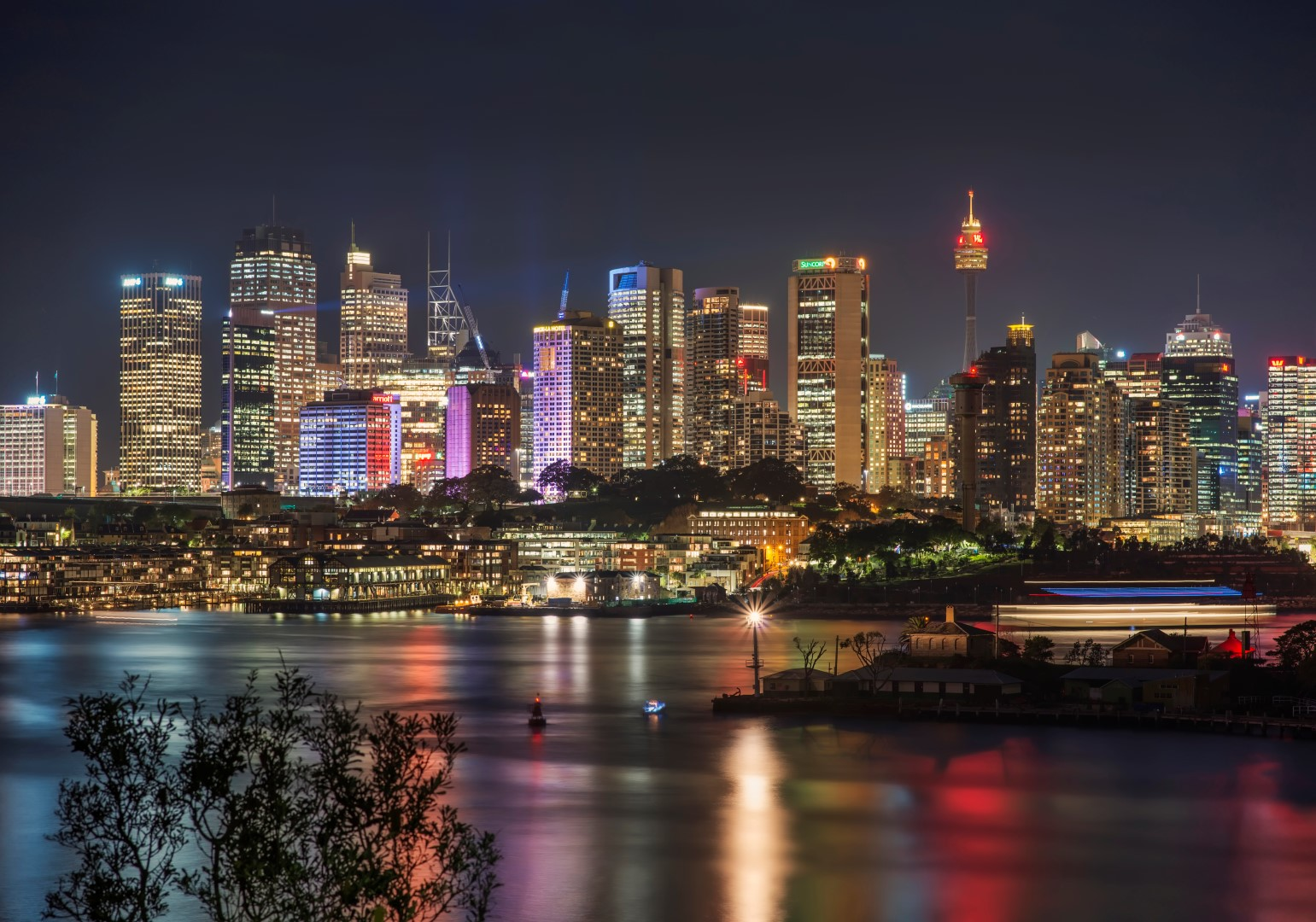
国内最大都市であるシドニー

#### 主要都市
| ランク | 地区                                  | 人口(2016年6月) |
| ------ | ------------------------------------- | --------------- |
| 1      | シドニー                              | 4,625,272       |
| 2      | ニューカッスル                        | 523,662         |
| 3      | セントラルコースト                    | 327,024         |
| 4      | ウロンゴン                            | 295,669         |
| 5      | ツイードヘッズ                        | 74,436          |
| 6      | コフスハーバー                        | 70,000          |
| 7      | メイトランド                          | 67,132          |
| 8      | ウォガウォガ                          | 54,411          |
| 9      | オルベリー                            | 47,974          |
| 10     | ポートマッコリー                      | 45,698          |
| 11     | タムワース                            | 41,006          |
| 12     | オレンジ                              | 39,755          |
| 13     | ダボ                                  | 36,092          |
| 14     | ナウラ                                | 35,920          |
| 15     | バサースト                            | 35,391          |
| 16     | リズモー                              | 27,569          |
| 17     | グリフィス                            | 27,345          |
| 18     | タリー (ニューサウスウェールズ州)     | 25,852          |
| 19     | バリナ                                | 24,852          |
| 20     | モリセット                            | 24,127          |
| 21     | アーミデイル                          | 23,352          |
| 22     | ゴウルバーン                          | 22,890          |
| 23     | セスノック                            | 22,596          |
| 24     | グラフトン (ニューサウスウェールズ州) | 18,689          |
| 25     | ブロークンヒル                        | 17,814          |

- 1.シドニー
- 2.ニューカッスル
- 3.セントラルコースト（英語版）
- 4.ウロンゴン
- 5.ツイードヘッズ（英語版）

## 政治

### 行政
州にはニューサウスウェールズ州総督がおかれ、総督はオーストラリア国王により任命される。総督は国王の代理人であり、現在は州政府が住民・州出身者の中から識見のある人物を指名し、国王がこれを承認・任命する名誉職となっている。総督は憲法上、州首相の任免権、州上院議長・下院議長の任命権、州最高裁判所および地方裁判所判事の任命権、州議会の召集権と解散権を有する。ただし、これらの権限は州政府または州議会の助言と承認に基づいて行使される。
州議会が州の立法権をもつ。州議会は二院制で、下院 (Legislative Assembly) と上院 (Legislative Council) からなる。
総督は州議会の多数党派から州首相を任命し、州首相は行政各部の担当大臣を指名して内閣を構成する（議院内閣制・ウェストミンスター・システム）。現在の州政府は自由党・国民党連立政権である。

### 治安
1980年代は、州内の刑務所から囚人が脱獄する回数が1年間で180件に超えていた。近年は減少傾向にあるが、それでも2017年には10件の脱獄が発生している。

## 対外関係

### 姉妹自治体･提携自治体
- 中国・広東省（1979年）
- 日本・東京都（1984年）
- ドイツ・ノルトライン･ヴェストファーレン州（1989年）
- 大韓民国・ソウル（1991年）
- インドネシア・ジャカルタ首都特別州（1994年）
- アメリカ合衆国・カリフォルニア州（1997年）
- 日本・愛媛県（1999年）

### 日本との関係

#### 姉妹都市・提携都市
市区町村（地方 都道府県）- （州内都市）
- 士別市（北海道 上川総合振興局） - ゴウルバーン市
- 函館市（北海道 渡島総合振興局） - レイク・マコーリー市
- 大熊町（東北地方 福島県 双葉郡） - バサースト市
- 棚倉町（東北地方 福島県 東白川郡） - レイク・マコーリー市
- 鹿沼市（関東地方 栃木県） - アーミデイル市
- 牛久市（関東地方 茨城県） - オレンジ市
- 江戸川区（関東地方 東京都） - ゴスフォード市（現:セントラル・コースト・カウンシル）
- 川崎市（関東地方 神奈川県） - ウロンゴン市
- 南アルプス市（中部地方 山梨県） - クイーンビアン市
- 富山市（中部地方 富山県） - ウェリントン
- 名古屋市（中部地方 愛知県） - シドニー市
- 半田市（中部地方 愛知県） - ポートマッコリー市
- 美濃加茂市（中部地方 岐阜県） - ダボ市
- 京丹波町（近畿地方 京都府 船井郡） - ホークスベリー市
- 三田市（近畿地方 兵庫県） - ブルーマウンテンズ市
- 大和高田市（近畿地方 奈良県） - リズモー市

- 宇部市（中国地方 山口県） - ニューカッスル市
- 佐世保市（九州地方 長崎県） - コフスハーバー市

## 教育

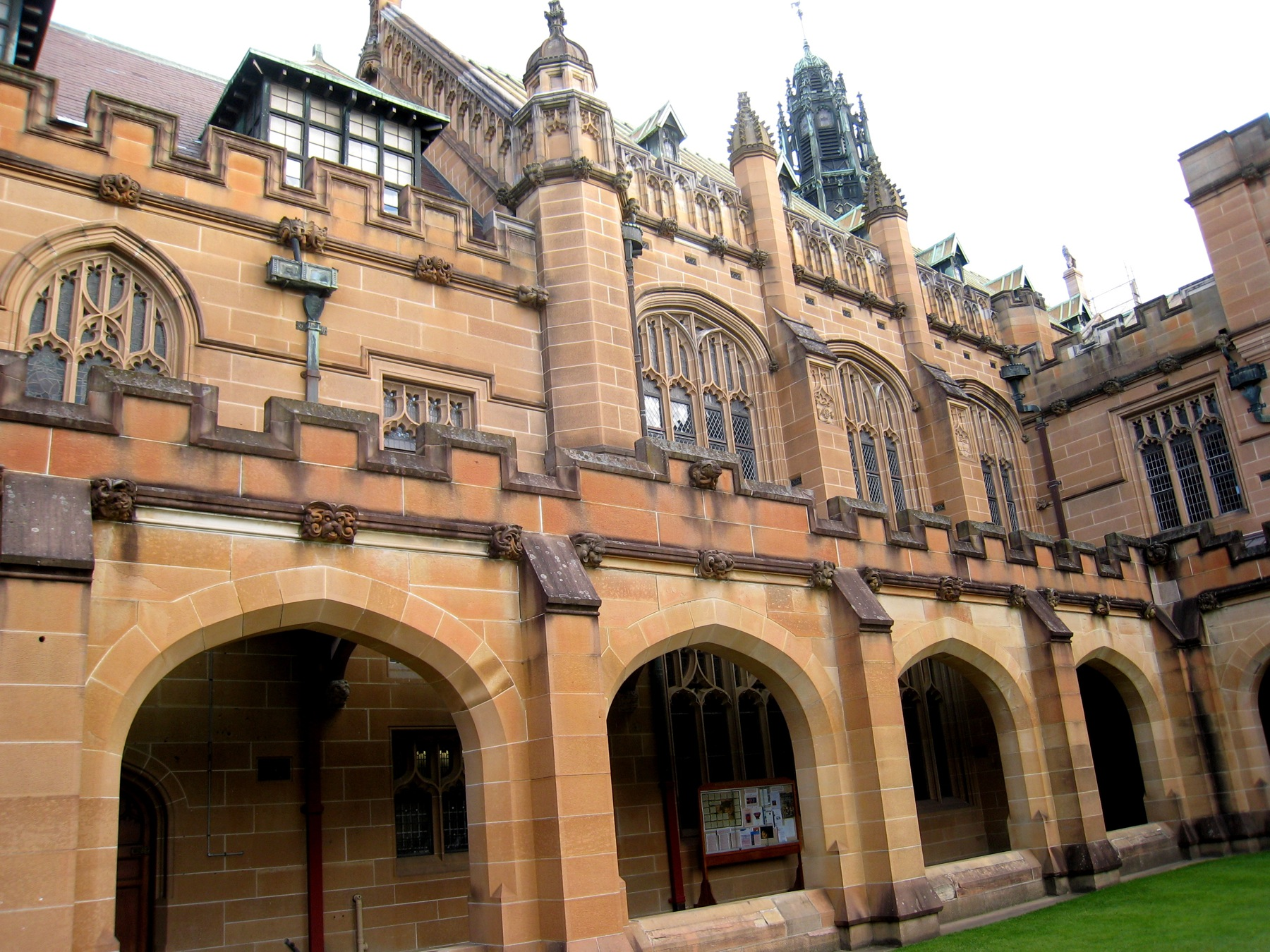
同国最古の大学であるシドニー大学

### 大学
- ウロンゴン大学
- サザン・クロス大学
- シドニー大学
- シドニー工科大学
- ウェスタン・シドニー大学
- チャールズ・スタート大学
- ニュー・イングランド大学
- ニュー・サウス・ウェールズ大学
- ニューカッスル大学
- マッコーリー大学

職業教育に重点をおく中等後教育機関として、州立のTAFE、私立の専門学校がある。

## 観光

### 世界遺産
- ロード・ハウ島群 -(1982年、自然遺産）
  - ロードハウ・アイランド海洋公園
  - ロード・ハウ島
  - アドミラリティー諸島（Admirality Islands）
  - マトン・バード諸島（Mutton Bird Islands）
  - ボールズ・ピラミッド（Balls Pyramid）
- オーストラリアのゴンドワナ多雨林群 -（1986年、自然遺産）
  - ウォッシュプール国立公園
  - ウェリキンベ国立公園
  - ジブラルタル・レンジャー国立公園
  - ドリゴ国立公園
  - ナイトキャップ国立公園
  - ニュー・イングランド国立公園
  - バリントン・トップス国立公園
  - ボーダー・レンジス国立公園
  - マウント・ウォーニング国立公園
- ウィランドラ湖群地域 -（1981年、複合遺産）
- グレーター・ブルー・マウンテンズ地域 -（2000年、自然遺産）